# IHRA Drag Racing
IHRA Drag Racing is een videospel waarbij de speler moet autoracen. Het spel kwam in 2000 voor de platforms Sony PlayStation en Microsoft Windows. De speler kan verschillende tracks rijden, bij dag en nacht en bij goed en slecht weer.

## Ontvangst
| Beoordeeld door | Jaar | Platform    | Score |
| --------------- | ---- | ----------- | ----- |
| PSX Nation      | 2001 | PlayStation | 72%   |
| ActionTrip      | 2000 | Windows     | 61%   |